# Gypsy Heart (album của Colbie Caillat)
Gypsy Heart là album phòng thu thứ năm của nữ ca sĩ kiêm sáng tác người Mỹ Colbie Caillat. Album được ấn định ra mắt vào ngày 30 tháng 9 năm 2014 thông qua hãng Republic Records và được sản xuất bởi Babyface. Album còn có sự hợp tác của nhiều nhà đồng sáng tác và sản xuất khác như Jason Reeves, Max Martin, Julian Bunetta và Johan Carlsson.
Đĩa đơn đầu tiên của album này, "Try" được phát hành trên các Cửa hàng iTunes dưới dạng "Đĩa đơn của tuần" trong tuần lễ từ ngày 9 đến ngày 16 tháng 6 năm 2014. "Just Like That" được phát hành vào ngày 9 tháng 9 và được hãng Republic Records công bố là đĩa đơn thứ hai của album.

## Bối cảnh sản xuất
Caillat hoàn thành việc sáng tác cho album mới vào năm 2013, nhưng bị hãng thu âm từ chối và cho rằng cô nên tìm cho mình các thể loại âm nhạc mới trong album tiếp theo. Sau đó, cô viết hơn 60 bài hát cho album lần này. Caillat mô tả đĩa đơn "Try" như là một "trải nghiệm thoảng qua" sau khi cô nhận được nhiều lời đánh giá về những gì mà cô có thể và chưa thể làm cho âm nhạc của riêng cô. "Khi bị cho rằng công sức của bạn là chưa đủ -- để trở nên tốt hơn, để giống như những nghệ sĩ nhạc pop ở ngoài kia với những bộ cánh quyến rũ và chỉnh giọng của họ theo Auto-tune -- khi bị so sánh với một ai đó quá khác biệt, điều đó khiến tôi bị tổn thương," cô đã chia sẻ với Billboard như thế. Vào ngày 9 tháng 6, cô cho phát hành một EP mang tên Gypsy Heart (Side A), có bao gồm 5 bài hát đầu tiên của album này. Cô cũng khẳng định với Billboard rằng cô chỉ muốn phát hành một vài bài hát mà thôi, vì cô nghĩ rằng "12 bài hát [đã là] quá nhiều để nghe qua cùng một lúc".

## Âm nhạc và ca từ
Về mặt âm thanh, album này là một sự phát triển lớn so với các sản phẩm trước của Caillat, khi được đầu tư về mặt sản xuất hơn. Cô chia sẻ trong một bài phỏng vấn của đài Fuse TV rằng việc hợp tác cùng với các nhà sản xuất mới giúp cô "thoát ra khỏi vùng an toàn [của cô]". Tất cả các bài hát trong Gypsy Heart đều được trau chuốt về mặt sản xuất hơn những sản phẩm thông thường khác của cô, trừ bài hát "Try". Cô mô tả album này là "một hướng đi đầy mới mẻ và niềm vui" và là một sự hòa trộn giữa các dòng nhạc pop, folk, và R&B. Về phần hợp tác cùng Babyface, Caillat chia sẻ rằng "anh ấy biết ngay cách để khiến mọi thứ nghe thật bóng bẩy và thực tế và thịnh hành."

## Các đĩa đơn
"Try" được phát hành dưới dạng đĩa đơn đầu tiên của album này trên các Cửa hàng iTunes và một video lời nhạc cũng được phát hành ngay hôm sau đó, với sự xuất hiện của nhiều người hâm mộ, cũng như các nữ nghệ sĩ nổi tiếng như Miranda Lambert, Sara Bareilles, Katharine McPhee và các thành viên của nhóm nhạc Fifth Harmony khi họ không trang điểm. Caillat cũng cho phát hành video chính thức của "Try" trên hệ thống VEVO vào ngày 8 tháng 7 năm 2014, trở thành một hiện tượng được lan truyền trên mạng toàn cầu khi đã đạt hơn 20 triệu lượt xem ngay trong tuần đầu tiên. "Try" cũng là đĩa đơn đầu tiên của cô đạt đến top 60 Billboard Hot 100 từ sau đĩa đơn "Brighter Than the Sun" vào năm 2011. Caillat cũng thông báo về chuyến lưu diễn "Gypsy Heart Tour" để quảng bá cho album sắp tới của cô từ ngày 17 tháng 7năm 2014 tại Saratoga, California.

## Danh sách bài hát
Tên tác giả bài hát đã được lấy từ dữ liệu trên hệ thống iTunes.
| STT              | Nhan đề                    | Sáng tác                                         | Thời lượng |
| ---------------- | -------------------------- | ------------------------------------------------ | ---------- |
| 1.               | "Live It Up"               | Colbie Caillat, Johan Carlsson & Ross Golan      | 3:38       |
| 2.               | "Blaze"                    | Caillat, David Hodges & Jason Reeves             | 3:07       |
| 3.               | "If You Love Me Let Me Go" | Caillat, Julian Bunetta, John Ryan & Jamie Scott | 3:41       |
| 4.               | "Try"                      | Caillat, Babyface, Reeves & Antonio Dixon        | 3:44       |
| 5.               | "Never Gonna Let You Down" | Caillat, Babyface, Brett James & Reeves          | 4:08       |
| 6.               | "Land Called Far Away"     | Caillat                                          | 4:47       |
| 7.               | "Nice Guys"                | Caillat                                          | 3:18       |
| 8.               | "Floodgates"               | Caillat                                          | 3:40       |
| 9.               | "Just Like That"           | Caillat, Babyface                                | 3:42       |
| 10.              | "Break Free"               | Caillat                                          | 3:33       |
| 11.              | "Never Getting Over You"   | Caillat                                          | 3:28       |
| 12.              | "Bigger Love"              | Caillat                                          | 3:58       |
| Tổng thời lượng: | Tổng thời lượng:           | Tổng thời lượng:                                 | 45:51      |

| Các bài hát bổ sung tại Đức | Các bài hát bổ sung tại Đức | Các bài hát bổ sung tại Đức | Các bài hát bổ sung tại Đức |
| STT                         | Nhan đề                     | Sáng tác                    | Thời lượng                  |
| --------------------------- | --------------------------- | --------------------------- | --------------------------- |
| 13.                         | "Hold On"                   | Caillat, Ryan Tedder        | 3:35                        |

| Các bài hát bổ sung trên Cửa hàng iTunes | Các bài hát bổ sung trên Cửa hàng iTunes | Các bài hát bổ sung trên Cửa hàng iTunes | Các bài hát bổ sung trên Cửa hàng iTunes |
| STT                                      | Nhan đề                                  | Sáng tác                                 | Thời lượng                               |
| ---------------------------------------- | ---------------------------------------- | ---------------------------------------- | ---------------------------------------- |
| 13.                                      | "Him Or You"                             | Caillat                                  | 3:47                                     |

| Các bài hát bổ sung trong phiên bản của Target | Các bài hát bổ sung trong phiên bản của Target | Các bài hát bổ sung trong phiên bản của Target | Các bài hát bổ sung trong phiên bản của Target |
| STT                                            | Nhan đề                                        | Sáng tác                                       | Thời lượng                                     |
| ---------------------------------------------- | ---------------------------------------------- | ---------------------------------------------- | ---------------------------------------------- |
| 14.                                            | "I Wish You Were Here"                         | Caillat                                        | 3:15                                           |
| 15.                                            | "Happier"                                      | Caillat                                        | 3:11                                           |

## Các bảng xếp hạng
| Bảng xếp hạng (2014)                | Thứ hạng cao nhất |
| ----------------------------------- | ----------------- |
| Album Bỉ (Ultratop Vlaanderen)      | 154               |
| Album Bỉ (Ultratop Wallonie)        | 166               |
| Album Thụy Sĩ (Schweizer Hitparade) | 62                |
| Album Hoa Kỳ Billboard 200          | 17                |

| Bảng xếp hạng (2014)       | Thứ hạng cao nhất |
| -------------------------- | ----------------- |
| Album Hoa Kỳ Billboard 200 | 32                |